# Der Tagesspiegel
Ne doit pas être confondu avec Der Spiegel.
Der Tagesspiegel (« Le miroir quotidien ») est un journal quotidien allemand diffusé uniquement par abonnement. 
Fondé le 27 septembre 1945, le Tagesspiegel a son siège à Berlin (Friedrichshain-Kreuzberg), près de la Potsdamer Platz (où s’élevait le mur de Berlin).
Sa devise est : « rerum cognoscere causas », ou « connaître les causes des choses ». Le Tagesspiegel est le seul journal important de la capitale à avoir augmenté sa diffusion — actuellement[Quand ?] 148 000 exemplaires — depuis la réunification. Cependant, le journal est toujours associé à la moitié ouest de la ville, parce que le blocus de 1948 a arrêté sa diffusion à Berlin-Est et dans le Brandebourg. La maquette du journal a été modifiée[Quand ?], introduisant davantage de couleur et une fonte de caractères plus lisible. Le journal est détenu par Verlag Der Tagesspiegel GmbH, et associé au Wall Street Journal.
En 2015, les rédacteurs sont Stephan-Andreas Casdorff (de) et Lorenz Maroldt (de).